# Polyplectropus costalis
Polyplectropus costalis är en nattsländeart som först beskrevs av Banks 1913.  Polyplectropus costalis ingår i släktet Polyplectropus och familjen fångstnätnattsländor. Inga underarter finns listade i Catalogue of Life.